# Associazione Calcio Ozo Mantova 1957-1958
Questa pagina raccoglie le informazioni riguardanti l'Associazione Calcio Ozo Mantova nelle competizioni ufficiali della stagione 1957-1958.

## Stagione
Il miracolo del "Piccolo Brasile" inizia con la promozione in Serie C ottenuta in questa stagione, una stagione indimenticabile per il Mantova.
Vuoi per la promozione, per la consapevolezza di avere una forte squadra, dirigenti, sponsor e giocatori, ma anche perché cambia pelle dopo 46 anni di storia, il 6 ottobre 1957 è una data storica per il Mantova.
Dopo il primo tempo della seconda partita di campionato contro la squadra bresciana della Falck Vobarno, il Mantova torna in campo dopo l'intervallo con una maglia biancorossa, come suggerisce con forza l'impero dell'Ozo, lo sponsor dell'ACM.
La prima rete con i nuovi colori la realizza l'ala Luigi Martinelli, è il goal del 2-1 e la vittoria non sfugge. Gli abbinamenti cromatici biancoceleste e biancorosso verranno cambiati fino alla fine della stagione attuale, poi dalla stagione successiva diventerà definitivo il biancorosso.
In campionato le due punte sugli scudi, con 15 reti Ettore Recagni e con 13 reti Eugenio Fantini, ma anche due giovani centrocampisti: il modenese Enrico Cuoghi arrivato dal Taranto e autore di 8 reti e del sardo Gustavo Giagnoni giunto dalla Reggiana e autore di 6 reti.

## Rosa
| N. |                   | Ruolo | Calciatore        |
| -- | ----------------- | ----- | ----------------- |
|    | Italia (bandiera) | C     | Pietro Bibolini   |
|    | Italia (bandiera) | C     | Enrico Cuoghi     |
|    | Italia (bandiera) | A     | Eugenio Fantini   |
|    | Italia (bandiera) | C     | Guido Furini      |
|    | Italia (bandiera) | C     | Gustavo Giagnoni  |
|    | Italia (bandiera) | D     | Franco Giavara    |
|    | Italia (bandiera) | P     | Giordani          |
|    | Italia (bandiera) | C     | Renzo Longhi      |
|    | Italia (bandiera) | D     | Franco Martinelli |

| N. |                   | Ruolo | Calciatore       |
| -- | ----------------- | ----- | ---------------- |
|    | Italia (bandiera) | A     | Luigi Martinelli |
|    | Italia (bandiera) | C     | Dante Micheli    |
|    | Italia (bandiera) | D     | Massimo Paccini  |
|    | Italia (bandiera) | A     | Gianni Ravelli   |
|    | Italia (bandiera) | A     | Ettore Recagni   |
|    | Italia (bandiera) | C     | Paolo Salardi    |
|    | Italia (bandiera) | P     | Giancarlo Tonoli |
|    | Italia (bandiera) | D     | Carlo Vaccari    |
|    | Italia (bandiera) | D     | Mario Veneri     |

## Risultati

### Campionato Interregionale - Prima Categoria

#### Girone di andata
| Arbitro: | Angelini (Lugo di Romagna) |

|         |           |                                    |
| Geti 3’ | Marcatori | 16’ Furini 28’ Micheli 61’ Fantini |

| Arbitro: | Negri (Monza) |

|                               |           |                |
| Recagni 30’ L. Martinelli 70’ | Marcatori | 69’ Zucchinali |

| Treviso 13 ottobre 1957 3ª giornata | Treviso            | 0 – 0 | Ozo Mantova | Stadio Omobono Tenni\| Arbitro: \| Ravegnani (Rimini) \| |
| Arbitro:                            | Ravegnani (Rimini) |       |             |                                                          |

| Mantova 20 ottobre 1957 4ª giornata | Ozo Mantova       | 0 – 0 | Forlì | Stadio Danilo Martelli\| Arbitro: \| Boccardo (Padova) \| |
| Arbitro:                            | Boccardo (Padova) |       |       |                                                           |

| Arbitro: | Saetti (Mestre) |

|  |           |                               |
|  | Marcatori | 19’ Giagnoni 45’, 76’ Recagni |

| Arbitro: | Luparia (Vercelli) |

|                                          |           |  |
| Fantini 50’ L. Martinelli 58’ Furini 77’ | Marcatori |  |

| Arbitro: | Pecora (Lecco) |

|                   |           |                                          |
| Rossi 19’ Bez 70’ | Marcatori | 5’ Giagnoni 26’ L. Martinelli 39’ Furini |

| Mantova 17 novembre 1957 8ª giornata | Ozo Mantova       | 0 – 0 | Pescara | Stadio Danilo Martelli\| Arbitro: \| Molinari (Genova) \| |
| Arbitro:                             | Molinari (Genova) |       |         |                                                           |

| Arbitro: | Stanzione (Salerno) |

|              |           |  |
| Buglioni 57’ | Marcatori |  |

| Arbitro: | Politano (Cuneo) |

|                                       |           |                      |
| Recagni 1’ Fantini 14’ Martinelli 56’ | Marcatori | 17’ (rig.) Mazzoleni |

| Arbitro: | Capodagli (Ravenna) |

|  |           |             |
|  | Marcatori | 75’ Fantini |

| Arbitro: | Tosi (Alessandria) |

|                                                      |           |                                   |
| Prior 12’ (aut.) Cuoghi 15’ Giagnoni 35’ Fantini 76’ | Marcatori | 58’ Campodall'Orto 63’ Giacometti |

| Arbitro: | Beccai (Firenze) |

|            |           |             |
| Foglia 64’ | Marcatori | 18’ Fantini |

| Arbitro: | Sanguineti (Chiavari) |

|                                                 |           |  |
| Furini 23’ Danieli 80’ (aut.) Cuoghi 87’ (rig.) | Marcatori |  |

| Arbitro: | Di Tonno (Lecce) |

|                  |           |                                   |
| Peruzzi 35’, 78’ | Marcatori | 24’ (rig.) Cuoghi 28’ (aut.) Bisi |

#### Girone di ritorno
| Arbitro: | Francescon (Padova) |

|                                                         |           |  |
| Grimaldi 64’ (aut.) Fantini 67’ Cuoghi 71’ Giagnoni 76’ | Marcatori |  |

| Arbitro: | Politano (Cuneo) |

|  |           |                       |
|  | Marcatori | 7’ Recagni 60’ Cuoghi |

| Mantova 16 febbraio 1958 18ª giornata | Ozo Mantova      | 0 – 0 | Treviso | Stadio Danilo Martelli\| Arbitro: \| Ferrari (Milano) \| |
| Arbitro:                              | Ferrari (Milano) |       |         |                                                          |

| Forlì 23 febbraio 1958 19ª giornata | Forlì                 | 0 – 0 | Ozo Mantova | Stadio Tullo Morgagni\| Arbitro: \| Cicciriello (Taranto) \| |
| Arbitro:                            | Cicciriello (Taranto) |       |             |                                                              |

| Arbitro: | Sbardella (Roma) |

|              |           |             |
| Bibolini 81’ | Marcatori | 42’ Cergoli |

| Arbitro: | Capodagli (Ravenna) |

|  |           |                              |
|  | Marcatori | 14’ Fantini 26’, 81’ Recagni |

| Arbitro: | Malasomma (Milano) |

|                                          |           |             |
| Cuoghi 25’ Giagnoni 40’, 76’ Recagni 70’ | Marcatori | 80’ Signori |

| Arbitro: | Ciferri (Firenze) |

|               |           |  |
| Palestini 51’ | Marcatori |  |

| Arbitro: | Bellotto (Pordenone) |

|                        |           |                  |
| Fantini 28’ Cuoghi 43’ | Marcatori | 7’ La Volpicella |

| Arbitro: | Borasio (Alessandria) |

|  |           |                  |
|  | Marcatori | 23’, 85’ Recagni |

| Mantova 20 aprile 1958 26ª giornata | Ozo Mantova  | 0 – 2 A tav. | Hellas Verona | Stadio Danilo Martelli\| Arbitro: \| Isopi (Roma) \| |
| Arbitro:                            | Isopi (Roma) |              |               |                                                      |

| Arbitro: | Carpani (Pavia) |

|  |           |            |
|  | Marcatori | 84’ Cuoghi |

| Arbitro: | Tosi (Alessandria) |

|                                    |           |            |
| L. Martinelli 40’ Fantini 75’, 81’ | Marcatori | 33’ Foglia |

| Arbitro: | Rossi (Chiavari) |

|             |           |             |
| Levorato 5’ | Marcatori | 50’ Ravelli |

| Arbitro: | Ferrari (Milano) |

|                                     |           |  |
| Recagni 42’ Ravelli 49’ Fantini 64’ | Marcatori |  |

## Statistiche

### Statistiche di squadra
| Competizione                | Punti | In casa | In casa | In casa | In casa | In casa | In casa | In trasferta | In trasferta | In trasferta | In trasferta | In trasferta | In trasferta | Totale | Totale | Totale | Totale | Totale | Totale | DR  |
| Competizione                | Punti | G       | V       | N       | P       | Gf      | Gs      | G            | V            | N            | P            | Gf           | Gs           | G      | V      | N      | P      | Gf     | Gs     | DR  |
| --------------------------- | ----- | ------- | ------- | ------- | ------- | ------- | ------- | ------------ | ------------ | ------------ | ------------ | ------------ | ------------ | ------ | ------ | ------ | ------ | ------ | ------ | --- |
| Interregionale 1ª Categoria | .     | .       | .       | .       | .       | .       | ..      | ..           | .            | .            | .            | ..           | ..           | .      | .      | .      | .      | ..     | ..     | -.. |

### Statistiche dei giocatori
| Giocatore  | Interregionale | Interregionale |
| Giocatore  | Presenze       | Reti           |
| ---------- | -------------- | -------------- |
| N. Cognome | ?              | ?              |
| N. Cognome | ?              | ?              |
| N. Cognome | ?              | ?              |
| N. Cognome | ?              | ?              |
| N. Cognome | ?              | ?              |
| N. Cognome | ?              | ?              |
| N. Cognome | ?              | ?              |
| N. Cognome | ?              | ?              |
| N. Cognome | ?              | ?              |
| N. Cognome | ?              | ?              |
| N. Cognome | ?              | ?              |
| N. Cognome | ?              | ?              |
| N. Cognome | ?              | ?              |
| N. Cognome | ?              | ?              |
| N. Cognome | ?              | ?              |
| N. Cognome | ?              | ?              |
| N. Cognome | ?              | ?              |